# 진제이정
진제이정(일본어: 鎮西町)은 일본 사가현 북서부에 위치했던 정이다. 2005년 1월 1일, 가라쓰시, 하마타마정·규라기정·오치정·기타하타촌·히젠정·요부코정과 합병해 가라쓰시가 되었다.

## 지리
사가 현 북부 히가시마쓰우라 반도의 북단부에 위치한다.

## 역사
- 1889년 4월 1일 - 정촌제 시행에 수반해 나고야촌(名古屋村), 우치아게촌이 성립하였다.
- 1922년 1월 1일 - 나고야촌의 이름이 "名古屋村"에서 "名護屋村"으로 개칭되었다.
- 1956년 9월 30일 - 나고야촌과 우게야마촌이 합병, 정으로 승격해 진제이정이 되었다.
- 2005년 1월 1일 - 가라쓰시, 히가시마쓰우라군 하마타마정·규라기정·오치정·기타하타촌·히젠정·요부코정이 합병해, 새롭게 가라쓰시가 성립하였다. 동일 진제이정은 폐지되었다.

## 교통

### 도로
- 국도 204호선